# Josep Maria Pont i Costa
Josep Maria Pont i Costa (Igualada, 1946) és un ex jugador d'hoquei sobre patins català de les dècades de 1960 i 1970.

## Trajectòria
Es formà a l'Igualada HC, club amb el que debutà a primera la temporada 1963-64. L'any 1971 fou fitxat pel Cerdanyola CH, club amb el que fou subcampió de Copa l'any 1973. El 1975 ingressà al CP Vilanova, on jugà dues temporades i guanyà la Copa del Rei del 1976, a més de ser subcampió de Lliga el 1976 i de la Copa d'Europa el 1977. Acabà la seva carrera al Noia.
Amb la selecció espanyola jugà entre 1971 i 1974, i guanyà Copa de les Nacions de Montreux el 1971, el campionat del món de 1972 i fou subcampió d'Europa els anys 1971 i 1973. També guanyà el torneig Ibèric amb la selecció de Catalunya (dita de Barcelona) l'any 1973.

## Palmarès
Espanya
- Copa de les Nacions:
  - 1971
- Campionat del Món:
  - 1972

CP Vilanova
- Campionat d'Espanya:
  - 1976